# 10734 Wieck
10734 Wieck è un asteroide della fascia principale. Scoperto nel 1988, presenta un'orbita caratterizzata da un semiasse maggiore pari a 3,0196963 UA e da un'eccentricità di 0,0520294, inclinata di 9,41909° rispetto all'eclittica.